# Kalundborgs hamn
Kalundborgs hamn är en hamn i Danmark. Den ligger på Själland i staden Kalundborg i Region Själland, i den sydöstra delen av landet, 90 km väster om Köpenhamn. Hamnen är en betydande hamn för godstransporter. Det finns även en färjelinje till Samsø. 